# Алонзо Клемонс
Алонзо Клемонс (англ. Alonzo Clemons) — американський скульптор тварин і особа з набутим синдромом саванта. Проживає у місті Боулдері (штат Колорадо).
В дитинстві Клемонс постраждав унаслідок серйозної травми мозку, що призвела до відхилень у розвитку (рівень його IQ перебуває на проміжку між 40 і 50), однак набув здатності створювати із глини надзвичайно точні скульптури тварин. Він може створити скульптуру майже будь-якої тварини, навіть якщо вона промайнула перед ним. Також здатен реалістично і анатомічно точно відтворити тварину в трьох вимірах, навіть після того як бачив її двовимірне зображення лише впродовж кількох секунд. Клемонс найбільш відомий завдяки своїм скульптурам коней природної величини, але більшість його робіт набагато менші й створені за менш ніж годину.
1986 року відбулась його прем'єрна виставка в місті Аспен (Колорадо). Деякі з його робіт купували за 45 000 $.
Клемонс почав займатися скульптурою у школі, коли він подовгу сидів на задній парті й виліплював з глини маленькі фігурки тварин. Коли вчителі забрали глину, він почав віддирати куски гнучкої смоли навколо школи і працювати над скульптурами у себе вдома вночі. Нині Алонзо Клемонза вважають одним із провідних скульпторів. Він створює надзвичайно реалістичні скульптури тварин, здебільшого коней, антилоп, биків, подивившись на їх зображення лише впродовж кількох секунд. За словами його матері, Алонзо може побачити якусь тварину по телевізору, а потім виготовити її скульптуру за півгодини. Хоча він навіть не може зав'язати черевики й самостійно поїсти, але його розум якимось чином схоплює фігури тварин, яких він бачить, а руки достатньо умілі, щоб їх відтворити. Коли його питають як йому це вдається, Алонзо просто посміхається й показує на свою голову.